# Quiosco interactivo

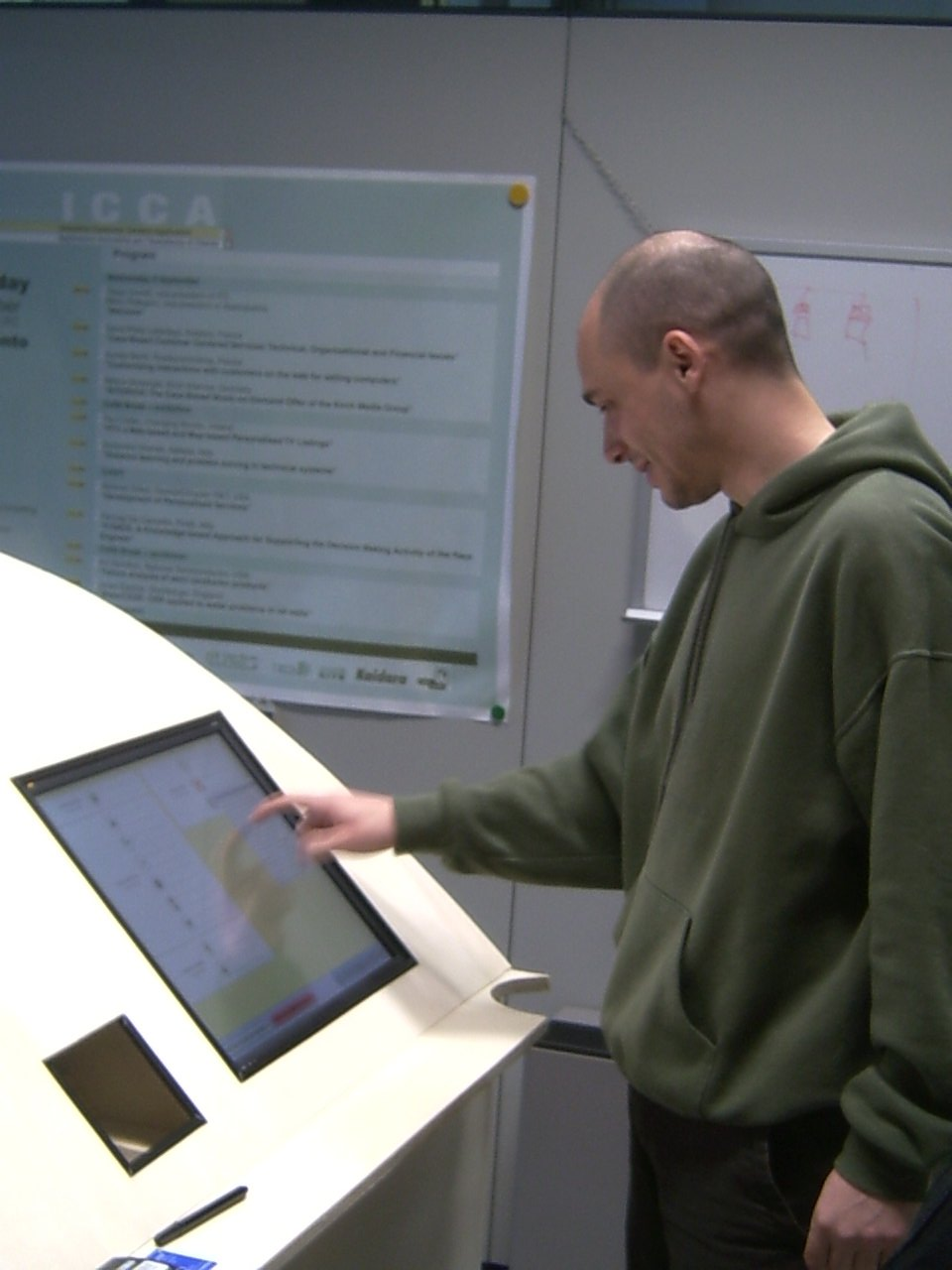
Imagen de un quiosco interactivo.

Un quiosco interactivo (o kiosco interactivo) es una computadora situada en lugar público que permite a los usuarios realizar múltiples acciones. También se utiliza como herramienta de información y marketing para las empresas. En el presente, los quioscos interactivos a menudo tienen pantallas táctiles.
Tienen como objetivo presentar una interfaz amistosa y de fácil interacción que facilite su utilización por cualquier tipo de usuario. Pueden ser personalizados para realizar múltiples tareas de modo que pueda colaborar con los trabajadores del servicio e incluso realizar las funciones de estos. Al permitir un acceso permanente al público, se pretende incrementar la productividad y mejorar los retornos de inversión.
Se utilizan en muchas aplicaciones y mercados verticales, tales como bancos, ventas de entradas de espectáculos, correos, hospitales, aeropuertos, estaciones ferroviarias,  grandes supermercados. etcétera.

## Características
Generalmente están incrustados en estructuras de acero, chapa o madera.
Componentes habituales: Monitor LCD touch screen, Software interactivo, CPU provisto de procesador, disco duro, memoria, audio, vídeo, red y puertos USB.

## Tipos de quioscos interactivos
Los quioscos digitales están transformando la forma en que interactuamos con los servicios en diversos sectores. Desde el autopedido y autopago en restaurantes y tiendas, hasta el autoservicio en supermercados y estaciones de servicio, pasando por la gestión de turnos y check-in en hospitales y aeropuertos, y los puntos de información en lugares públicos, estos dispositivos ofrecen soluciones eficientes y autónomas que mejoran la experiencia del usuario.
- Quioscos digitales de autopedido y autopago: Los quioscos digitales de autopedido y autopago son dispositivos permiten a los usuarios realizar pedidos de manera autónoma, sin la necesidad de interactuar con el personal. Los clientes pueden navegar por el menú, personalizar sus pedidos y pagar directamente en el quiosco.
- Quioscos digitales de autoservicio: Los quioscos digitales de autoservicio están diseñados para proporcionar a los usuarios una experiencia de compra rápida y eficiente. Estos quioscos son ideales para tiendas de conveniencia, supermercados y estaciones de servicio, permitiendo a los clientes escanear sus productos y pagar sin necesidad de pasar por una caja tradicional.
- Quioscos digitales de turnos y check-in: En entornos como hospitales, oficinas gubernamentales y aeropuertos, los quioscos digitales de turnos y check-in son esenciales para gestionar el flujo de personas. Estos dispositivos permiten a los usuarios registrarse, obtener su número de turno o realizar el check-in de manera autónoma, agilizando el proceso y reduciendo las aglomeraciones.
- Quioscos digitales de puntos de información: Los quioscos digitales de puntos de información son herramientas valiosas para orientar y asistir a los visitantes en lugares públicos como centros comerciales, museos, parques temáticos y oficinas de turismo. Estos dispositivos ofrecen información detallada sobre el lugar, mapas interactivos, horarios y eventos, y pueden responder a preguntas frecuentes.

- Datos: Q1370241
- Multimedia: Interactive kiosks / Q1370241